# پنی‌سیلیوم
پنی‌سیلیوم (به لاتین: Penicillium) نام یک سرده از قارچ‌ها است که در حیطه محصولات غذایی و دارویی مورد توجه قرار می‌گیرد. گونه‌ای از این سرده در تولید پنی‌سیلین٬ که مولکولی آنتی‌بیوتیک است٫ کاربرد دارد. در فرهنگ قارچ‌ها (نسخه ۱۰، سال ۲۰۰۸)، گستردگی آن بیش از سیصد گونه است.

## برخی گونه‌ها
- Penicillium aurantiogriseum
- Penicillium bilaiae, که یک باکتری در کشاورزی است.
- Penicillium camemberti, که در تولید پنیر کامامبر و پنیر بری کاربرد دارد.
- Penicillium candidum, کاربرد در تولید پنیر کامامبر و بری.
- Penicillium chrysogenum (پیش‌تر با نام Penicillium notatum) که در تولید آنتی‌بیوتیک پنی‌سیلین کاربرد دارد.
- Penicillium claviforme
- Penicillium commune
- Penicillium crustosum
- پنی‌سیلیوم دیگیتاتوم
- Penicillium echinulatum
- Penicillium expansum عامل بیماریزایی در گیاهان.
- Penicillium funiculosumعامل بیماریزایی در گیاهان.
- Penicillium glabrum
- Penicillium glaucumکه در تهیه پنیر گورگونزولا کاربرد دارد.
- Penicillium italicum
- Penicillium lacussarmientei
- Penicillium marneffei یک قارچ دوشکله با همه‌گیری و شیوع در آسیای جنوب شرقی که تهدیدی از نوع بیماری سیستمیک در بیماران مبتلا به ایدز محسوب می‌گردد.
- Penicillium purpurogenum
- Penicillium roqueforti, که در تولید پنیر Roquefort و نیز بتازگی در تهیه پنیر گورگونزولا بکار می‌رود.
- Penicillium stoloniferum
- Penicillium ulaiense
- Penicillium verrucosum تولیدکننده ochratoxin A
- Penicillium viridicatum تولیدکننده ochratoxin